# Pepino (kommun)
Pepino är en kommun i Spanien.   Den ligger i provinsen Toledo och regionen Kastilien-La Mancha, i den centrala delen av landet, 100 km väster om huvudstaden Madrid. Antalet invånare är 2 643. Arean är 46 kvadratkilometer.
Terrängen i Pepino är platt åt sydost, men åt nordväst är den kuperad.